# Faro (Yukon)
Pour les articles homonymes, voir Faro (homonymie).
Faro est un village (town) du Yukon au Canada, situé sur la Robert Campbell Highway, entre Carmacks et Ross River. On y trouve d'importantes mines de plomb et de zinc, mais aussi quelques mines d'argent. La population était, en juin 2007, de 400 habitants, alors qu'en 1982, elle était encore de 2 100 personnes. Son nom provient du jeu de carte, le pharaon[réf. nécessaire].
Actuellement, les activités minières locales étant en constante diminution depuis une dizaine d'années, elle tente de diversifier son économie par le tourisme et l'observation de l'écosystème environnant et de la vie animale sauvage. La ville possède un aéroport, Faro Airport.
Lorne Greene, a réalisé un film sur Faro, intitulé A New World In the Yukon. En 2019, Leslie Lagier a réalisé North (production : Nicolas Brevière - Local Films), qui raconte l’ambivalence des habitants de Faro par rapport à leur territoire et à la Nature.

## Histoire
La région a été explorée entre 1950 et 1960 par Al Kulan, qui y découvrit d'importants gisements de plomb et de zinc. La Cyprus Anvil Mining Corporation en commença l'exploitation, fondant la ville de Faro. Une nouvelle route fut construite, pour relier Carmacks et Ross River, la Robert Campbell Highway.
En 1969 un incendie détruisit la majeure partie des habitations de la ville, qui ont dû être reconstruites. La mine continua de produire du minerai jusqu'en 1982. Mais à la suite de la chute des cours des métaux, les installations minières furent petit à petit fermées.
Toutefois, l'exploitation reprit en 1985 pour cesser à nouveau l'année suivante. Une troisième tentative eut lieu, initiée par l'Anvil Range Mining Corporation, qui se poursuivit de 1995 à 1998, jusqu'à la faillite de l'entreprise. La plus grande partie des équipements d'exploitation ont alors été retirés.

## Climat
La moyenne des températures est de 20,9 °C en juillet et de −26 °C. Le record étant de 34 °C l'été et de −51 °C en hiver.
| Mois                                  | jan.     | fév.      | mars      | avril      | mai     | juin      | jui.    | août      | sep.       | oct.      | nov.      | déc.      | année         |
| ------------------------------------- | -------- | --------- | --------- | ---------- | ------- | --------- | ------- | --------- | ---------- | --------- | --------- | --------- | ------------- |
| Température minimale moyenne (°C)     | −24,6    | −20,7     | −15       | −5,5       | 1,2     | 6,8       | 8,9     | 6,3       | 1,3        | −5,7      | −18,5     | −22,3     | −7,3          |
| Température moyenne (°C)              | −20,1    | −15,5     | −8,6      | 0,6        | 7,5     | 13,2      | 15      | 12,4      | 6,4        | −2        | −14,8     | −17,9     | −2            |
| Température maximale moyenne (°C)     | −16      | −10,3     | −2,1      | 6,8        | 13,8    | 19,6      | 21      | 18,4      | 11,5       | 1,7       | −11,1     | −13,8     | 3,3           |
| Record de froid (°C) date du record   | −51 1980 | −51 1979  | −44 1987  | −30,5 1986 | −8 1979 | −2,5 1991 | 0 1999  | −4,5 1986 | −15,5 1983 | −34 1982  | −46 1989  | −52 1977  | −52 7/12/1977 |
| Record de chaleur (°C) date du record | 7 1981   | 12,1 1992 | 12,5 1994 | 21,5 1989  | 32 1983 | 33,8 2004 | 31 1998 | 33,9 1994 | 24 1982    | 18,5 1988 | 12,5 2005 | 12,5 1999 | 33,9 4/8/1994 |
| Précipitations (mm)                   | 14,6     | 12,3      | 12,3      | 8,7        | 27,9    | 36,7      | 56,1    | 48,2      | 41         | 27,3      | 19,4      | 15,2      | 319,7         |
| dont neige (cm)                       | 16,7     | 14,6      | 13,1      | 6,3        | 0,6     | 0         | 0       | 0,7       | 2,4        | 20,4      | 21,7      | 17,6      | 114           |
| Nombre de jours avec précipitations   | 10,7     | 8,6       | 7,3       | 5,3        | 11,6    | 12,7      | 17,7    | 15,2      | 15,2       | 13,9      | 12,5      | 10,8      | 141,4         |
| Humidité relative (%)                 | 79,2     | 71,9      | 54,8      |            |         | 41,4      | 47,9    | 50,4      | 55,4       | 63,7      | 81,2      | 81        | 62,7          |
| Nombre de jours avec neige            | 11,1     | 8,9       | 7,4       | 4          | 0,6     | 0         | 0       | 0,2       | 1,4        | 9,5       | 12,9      | 11,4      | 67,4          |

| Diagramme climatique                                  |                |             |            |             |             |           |             |           |             |                |                |
| J                                                     | F              | M           | A          | M           | J           | J         | A           | S         | O           | N              | D              |
| −16−24,614,6                                          | −10,3−20,712,3 | −2,1−1512,3 | 6,8−5,58,7 | 13,81,227,9 | 19,66,836,7 | 218,956,1 | 18,46,348,2 | 11,51,341 | 1,7−5,727,3 | −11,1−18,519,4 | −13,8−22,315,2 |
| Moyennes : • Temp. maxi et mini °C • Précipitation mm |                |             |            |             |             |           |             |           |             |                |                |

## Démographie
En tant que localité désignée dans le recensement de 2011, Faro a une population de 344 habitants dans 167 de ses 444 logements, soit une variation de 0,9% par rapport à la population de 2006. Avec une superficie de 203,57 km2, ce village possède une densité de population de 1,7 hab/km2 en 2011.
Concernant le recensement de 2006, Faro abritait 341 habitants dans 149 de ses 463 logements. Avec une superficie de 203,57 km2, ce village possédait une densité de population de 1,7 hab/km2 en 2006.
| 2001 | 2006 | 2011 | 2016 |
| ---- | ---- | ---- | ---- |
| 313  | 341  | 344  | 348  |